# 大地からのレラ!
大地からのレラ!（だいちからのレラ）は、日本の舞台作品。劇団プレステージの本公演15作目。CBGKシブゲキ!!にて2019年9月28日～10月6日上演。脚本・演出は福島カツシゲ。愛称は「ハシレラ」。
「レラ」とは、アイヌ語で「風」を意味する。

## あらすじ
北海道の旭川で、長距離ランナーとして実業団入りして早11年の大木。念願のニューイヤー駅伝出場を目指し、モチベーション抜群な矢先、チームの主力が続々離脱。おまけに監督までいなくなるという体たらく。残ったのは、予選にやっと出場できる7人だけだった。諦めと苛立ちを募らせるチームメイトたちを横目に、一人快活に走る新人、木之元。まったくの協調性を欠く中、最悪のコンディションで予選が始まってしまう。思いにとらわれ、周りが見えなくなってしまった大木が、ふと気づくと、そこには見慣れぬ大森林と、そして……クマが……？！

## 登場人物
大木
旭川の日本酒製造会社「開拓の里」社員。駅伝部所属11年目。
原
駅伝部キャプテン。
桜田
原の同期。
村尾
駅伝部のムードメーカー。
小岩（兄）
箱根駅伝での華々しい実績を持つ。
小岩（弟）
兄を追うように同じ道を進む。
木之元
駅伝部2年目。予選会初出場。
ホンダ
駅伝部のエース。
カガワ
駅伝部のホープ。
オオサコ
駅伝部所属。存在感がない。
石丸
「開拓の里」駅伝部監督。
耕作
北海道の開拓民。家族に連れられて、未開の地に渡ってきた。
草次郎
開拓民。農家の次男だった。目が細い。
秀五郎
開拓民。農家の五男だった。顔が大きい。
直蔵
開拓民。一攫千金を夢見て北海道に移住した。
利樹
開拓民。元商人。
林太郎
開拓民のひとり。
里子
林太郎の妻。
開拓民たち
耕作たちと共に荒れ地を耕す仲間。誰かが困ったときに現れる。
耕造
開拓民。数年前、家族を連れて北海道に移住してきた。
説子
資料館の解説員。

## 出演
- 岩田玲
- 株元英彰
- きづき
- 小池惟紀
- 向野章太郎
- 坂田直貴
- 秀光
- 園田玲欧奈
- 髙頭祐樹
- 長尾卓也
- 原田新平

## スタッフ
- 舞台監督：山下翼
- 美術：松生紘子
- 照明：伊藤孝(ART CORE)
- 音楽：三善雅己
- 音響：今村太志(サウンドクラフトライフデザイン社)
- 衣裳：小原敏博
- 振付：IKKO
- 演出助手：向野章太郎
- 照明操作：和田麻里子
- 音響操作：中村依里 鈴木真典
- 衣裳助手：小林由香
- 小道具：高津装飾美術（株）
- 宣伝美術：本多伸二
- 宣伝写真：サイトウムネヒロ
- 宣伝衣裳：小笠原吉恵
- 宣伝ヘアメイク：大野彰宏(ENISHI)
- 宣伝ヘアメイクアシスタント：高原万希(ENISHI)
- 宣伝衣裳アシスタント：中村萌
- 宣伝：中町有朋 里井正和 寺山瑶 前川羊二 薄井由実果
- マーチャンダイジング：新城茂 石井悠羽 松下裕平 中川千尋 塚本彩香
- 制作：首藤悠希
- アーティストマネジメント・票券：千田由香子 松本郁子
- プロデューサー：小森格
- エグゼクティブ・プロデューサー：林輝幸
- 主催：アミューズ
- 企画・製作：劇団プレステージ アミューズ

## DVD情報
- 本編102分＋特典33分
- 特典映像：劇団のぞき見ドキュメント「10カメ」
- 撮影・編集：彩高堂
- アートディレクション＆デザイン：本多伸二

## パンフレット情報
- キャストインタビュー
- 運動部経験を振り返る座談会①
- 運動部経験を振り返る座談会②
- 加藤潤一の稽古場マネージャー日記！
- 劇プレメンバー激走！ 目指せ！ニューイヤー駅伝（と同じ距離）を３時間半で走破！